# Gent–Wevelgem 2024 (Frauen)
Gent-Wevelgem 2024 war die 13. Austragung dieses Straßenrennens für Frauen. Das Rennen fand am 24. März statt, am gleichen Tag wie die Ausgabe für Männer, und war Teil der UCI Women’s WorldTour.

## Teilnehmende Mannschaften
| UCI Women's WorldTeams (15)- AG Insurance-Soudal Team - Canyon-SRAM Racing - Ceratizit-WNT Pro Cycling - FDJ-Suez - Fenix-Deceuninck - Human Powered Health - Lidl-Trek - Liv AlUla Jayco - Movistar Team - Roland - Team DSM-Firmenich PostNL - SD Worx-Protime - Team Visma \| Lease a Bike - UAE Team ADQ - Uno-X Mobility UCI Women's Continental Teams (9)- Arkea-B&B Hotels women - Chevalmeire - Cofidis - EF Education-Cannondale - Lifeplus Wahoo - Lotto Dstny Ladies - Proximus-Cyclis CT - Team Coop-Repsol - VolkerWessels |
| |

## Streckenführung
Im Vergleich zum Vorjahr war der Parcours nahezu unverändert, lediglich im ersten Teil kamen ein paar Kilometer hinzu, während das Finale identisch war. Auf dem Markt von Ypern erfolgte die Vorstellung der Fahrerinnen, die die Altstadt durch die Menenpoort verließen. Der erste Abschnitt des Rennens verlief flach in Richtung Küste durch Veurne und die windreiche Region der Moeren. Der schwierigste Abschnitt bestand aus zwei Runden im Westflämischen Hügelland mit dem kopfsteingepflasterten Kemmelberg. Von dort schloss sich ein langer, flacher Schlussabschnitt zurück nach Ypern und zum Ziel in Wevelgem an. Im Gegensatz zum Männer-Rennen wurden die Schotter-Abschnitte zwischen Mesen und Ploegsteert nicht befahren.
| Name                        | km vom Ziel | Typ                           |
| --------------------------- | ----------- | ----------------------------- |
| Scherpenberg                | 64,4        | Steigung                      |
| Baneberg                    | 59,6        | Steigung                      |
| Monteberg                   | 53,6        | Anstieg                       |
| Kemmelberg (von Südosten)   | 51,8        | Anstieg mit Kopfsteinpflaster |
| Scherpenberg                | 44,3        | Anstieg                       |
| Baneberg                    | 39,6        | Anstieg                       |
| Kemmelberg (von Nordwesten) | 34,3        | Anstieg mit Kopfsteinpflaster |

## Rennverlauf und Ergebnis
Die Ausreißergruppe des Tages wurde noch vor Erreichen der Anstiege eingeholt. Im ersten Anstieg des Banebergs und des Kemmelbergs forcierte Weltmeisterin Lotte Kopecky das Tempo; das Peloton zerbrach in mehrere Teile, fand aber beide Male wieder zusammen. Bei der zweiten Befahrung des Kemmelbergs löste sich eine Dreiergruppe bestehend aus Kopecky, Lorena Wiebes (beide von SD Worx) und Pfeiffer Georgi. Einige Sekunden dahinter folgte eine zweite Gruppe mit Elisa Longo Borghini, Shirin van Anrooij (beide Lidl-Trek), Marlen Reusser (SD Worx), Puck Pieterse und Karlijn Swinkels. Eine dritte, größere Gruppe lag bereits eine halbe Minute zurück.
Nachdem die zweite Gruppe zur ersten aufgeschlossen hatte, brach dort die Kooperation zusammen, und auch die dritte Gruppe konnte noch vor Ypern wieder aufholen, so dass sich ein geschlossenes Feld mit 40 Fahrerinnen auf den Weg nach Wevelgem machte. Wiederholt gab es Versuche einzelner Fahrerinnen, dem Feld zu entkommen, wobei sich speziell Movistar mit Floortje Mackaij und Emma Norsgaard hervortaten. Ihre Versuche wurden jedoch von den Mannschaften, die an einem Sprint interessiert waren (SD Worx, Lidl Trek, DSM-Firmenich) schnell wieder erstickt, ebenso wie ein letzter Versuch Grace Browns in den Schlusskilometern. Im Zielsprint von Wevelgem waren Lorena Wiebes und Elisa Balsamo die Hauptakteure; Wiebes gewann im Tigersprung. Es war damit das fünfte World-Tour-Rennen in Folge, das Fahrerinnen dieser beiden Teams für sich entschieden.
Nach dem Rennen wurde Marlen Reusser disqualifiziert, weil sie kurz vor dem Ziel auf einen Radweg geraten und zwischen den Zuschauern hindurch gefahren war; auf das Gesamtresultat hatte dies jedoch verschwindenden Einfluss. Für Entrüstung sorgte zudem das Verhalten eines Zuschauers, der Lotte Kopecky auf dem Kemmelberg einen Klaps aufs Hinterteil verpasst hatte.
| \| Gesamtwertung \| Gesamtwertung \| Gesamtwertung \| Gesamtwertung \| Gesamtwertung \| \| Fahrerin \| Fahrerin \| Land \| Team \| Zeit \| \| ------------- \| ------------------------- \| ------------- \| ------------------------- \| --------------- \| \| 1. \| Lorena Wiebes \| Niederlande \| SD Worx-Protime \| 4 h 16 min 19 s \| \| 2. \| Elisa Balsamo \| Italien \| Lidl-Trek \| + 0 s \| \| 3. \| Chiara Consonni \| Italien \| UAE Team ADQ \| + 0 s \| \| 4. \| Charlotte Kool \| Niederlande \| Team dsm-firmenich PostNL \| + 0 s \| \| 5. \| Maria Giulia Confalonieri \| Italien \| Uno-X Mobility \| + 0 s \| \| 6. \| Arlenis Sierra \| Kuba \| Movistar Team \| + 0 s \| \| 7. \| Puck Pieterse \| Niederlande \| Fenix-Deceuninck \| + 0 s \| \| 8. \| Thalita de Jong \| Niederlande \| Lotto Dstny Ladies \| + 0 s \| \| 9. \| Christina Schweinberger \| Österreich \| Fenix-Deceuninck \| + 0 s \| \| 10. \| Maggie Coles-Lyster \| Kanada \| Roland \| + 0 s \| |                           |             |                           |                 |
| |                           |             |                           |                 |
| Quelle: ProCyclingStats |                           |             |                           |                 |
| Gesamtwertung |                           |             |                           |                 |
| Fahrerin | Fahrerin                  | Land        | Team                      | Zeit            |
| 1. | Lorena Wiebes             | Niederlande | SD Worx-Protime           | 4 h 16 min 19 s |
| 2. | Elisa Balsamo             | Italien     | Lidl-Trek                 | + 0 s           |
| 3. | Chiara Consonni           | Italien     | UAE Team ADQ              | + 0 s           |
| 4. | Charlotte Kool            | Niederlande | Team dsm-firmenich PostNL | + 0 s           |
| 5. | Maria Giulia Confalonieri | Italien     | Uno-X Mobility            | + 0 s           |
| 6. | Arlenis Sierra            | Kuba        | Movistar Team             | + 0 s           |
| 7. | Puck Pieterse             | Niederlande | Fenix-Deceuninck          | + 0 s           |
| 8. | Thalita de Jong           | Niederlande | Lotto Dstny Ladies        | + 0 s           |
| 9. | Christina Schweinberger   | Österreich  | Fenix-Deceuninck          | + 0 s           |
| 10. | Maggie Coles-Lyster       | Kanada      | Roland                    | + 0 s           |